# Le Petit-Pressigny
Le Petit-Pressigny is een gemeente in het Franse Kanton Grand-Pressigny dat behoort tot het departement Indre-et-Loire (regio Centre-Val de Loire) en telt 366 inwoners (1999). De plaats maakt deel uit van het arrondissement Loches.

## Geografie
De oppervlakte van Le Petit-Pressigny bedraagt 32,8 km², de bevolkingsdichtheid is 11,2 inwoners per km².
De onderstaande kaart toont de ligging van Le Petit-Pressigny met de belangrijkste infrastructuur en aangrenzende gemeenten.

## Demografie
Onderstaande figuur toont het verloop van het inwonertal (bron: INSEE-tellingen).